# Carlos Keen
Carlos Keen (CABA, 6 de mayo de 1840 - CABA, 11 de abril de 1871) fue un abogado, político, periodista y militar argentino que participó en la guerra entre la Confederación Argentina y el Estado de Buenos Aires y en la guerra del Paraguay.

## Biografía

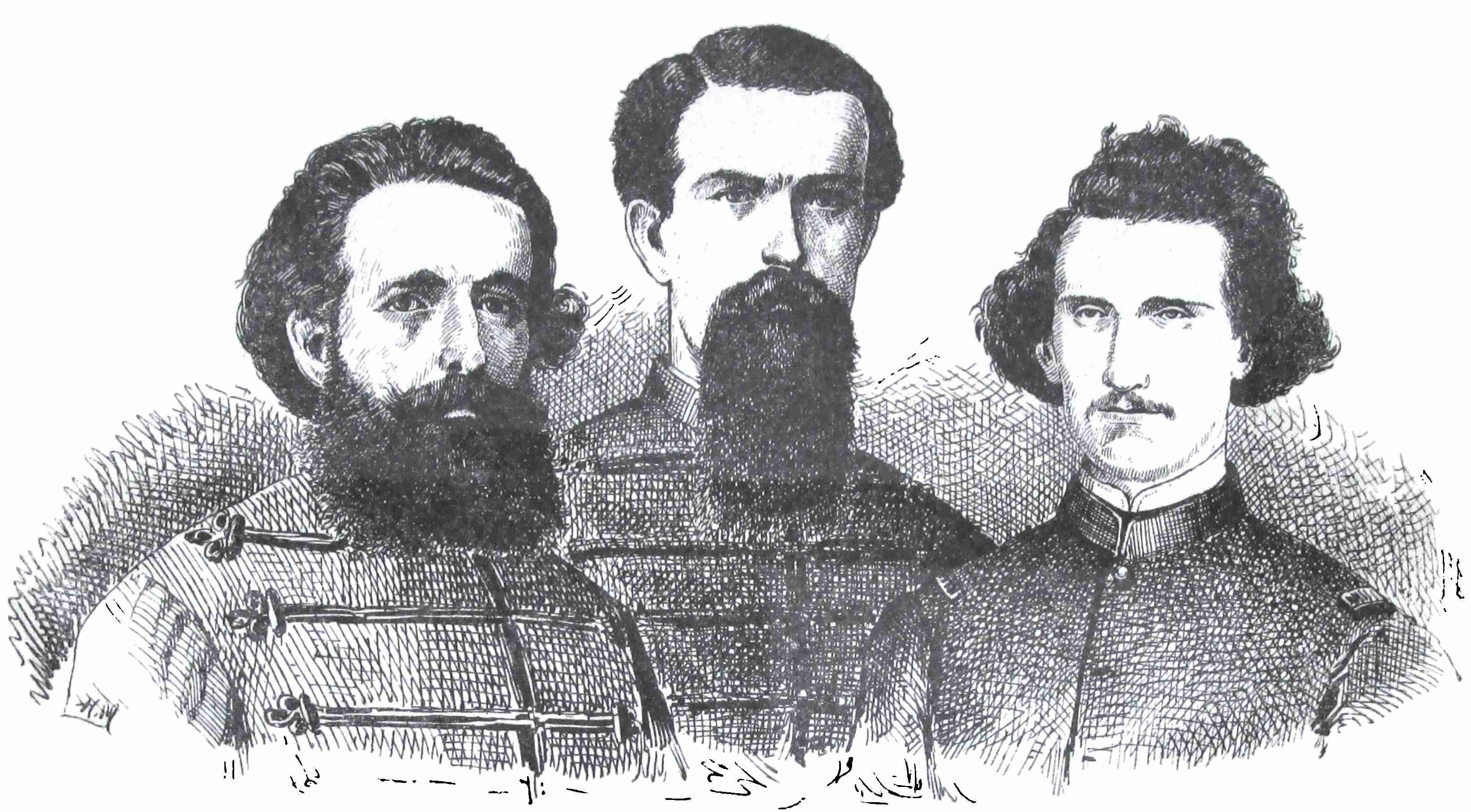
Comandantes Martínez de Hoz, Serrano y Carlos Keen.

Carlos "Charles Spenser" Keen nació en la ciudad de Buenos Aires el 6 de mayo de 1840 y fue bautizado el 16 de junio de 1843 en la Iglesia Anglicana St.John de Buenos Aires. 
Era hijo de Jorge Keen Pickering, nativo de Birmingham, Inglaterra, y de María Yates, nacida en Herefordshire, Inglaterra.
Tras combatir como oficial de la Guardia Nacional (Argentina) en la guerra que enfrentó a la Confederación Argentina con el Estado de Buenos Aires, Keen se doctoró en jurisprudencia en la Universidad de Buenos Aires en 1863 con una tesis titulada "El derecho de propiedad es inherente a la naturaleza humana y conforme a la utilidad social".
Al estallar la Guerra de la Triple Alianza se ofreció como voluntario y el 26 de septiembre, con el grado de teniente coronel y al frente del V Batallón de Guardias Nacionales de la II División Buenos Aires, zarpaba de Rosario con destino a Concordia (Entre Ríos) donde se uniría al resto de la división. Su segundo era el mayor Dardo Rocha y los jefes de compañía los capitanes Bernardo Calderón (1.º, donde servía el futuro general Ignacio Fotheringham), Schneider, Ortega, Enciso y Viana.
Durante la batalla de Pehuajó (31 de enero de 1866), cayó «gravemente herido al marchar escalonado á la izquierda del 4, tomando por esta razón el mando del 5.º el Sargento Mayor Dardo Rocha».
En 1870 participó de la lucha contra la rebelión jordanista.
Militó en política, presidió el Club del Parque y como legislador fue partidario de la construcción del nuevo Puerto de Buenos Aires. Fue también redactor en los diarios La Tribuna y El Nacional.
Durante la presidencia de Domingo Faustino Sarmiento le fue ofrecido el Ministerio de Guerra, lo que rechazó. Relata Lucio Victorio Mansilla, encargado por Arredondo de convencerlo junto a su amigo Dardo Rocha, Carlos D'Amico, Eulogio Enciso y Luis María Campos, que Keen «se negó tenazmente: descubría anomalías que lo aterraban en el carácter del Presidente, y no quería exponerse a sus asperezas y a hacer un ministerio de la Guerra estéril, si tenía la paciencia de quedarse en él».
Falleció en su quinta de San José de Flores el 11 de abril de 1871, víctima de la epidemia de fiebre amarilla que afectó la ciudad de Buenos Aires, siendo sus restos inhumados en el cementerio de esa localidad.
Se había casado con Magdalena Romero, hermana de José Melchor Romero, íntimo amigo suyo.